# Flamines
Pour les articles homonymes, voir Flamen.

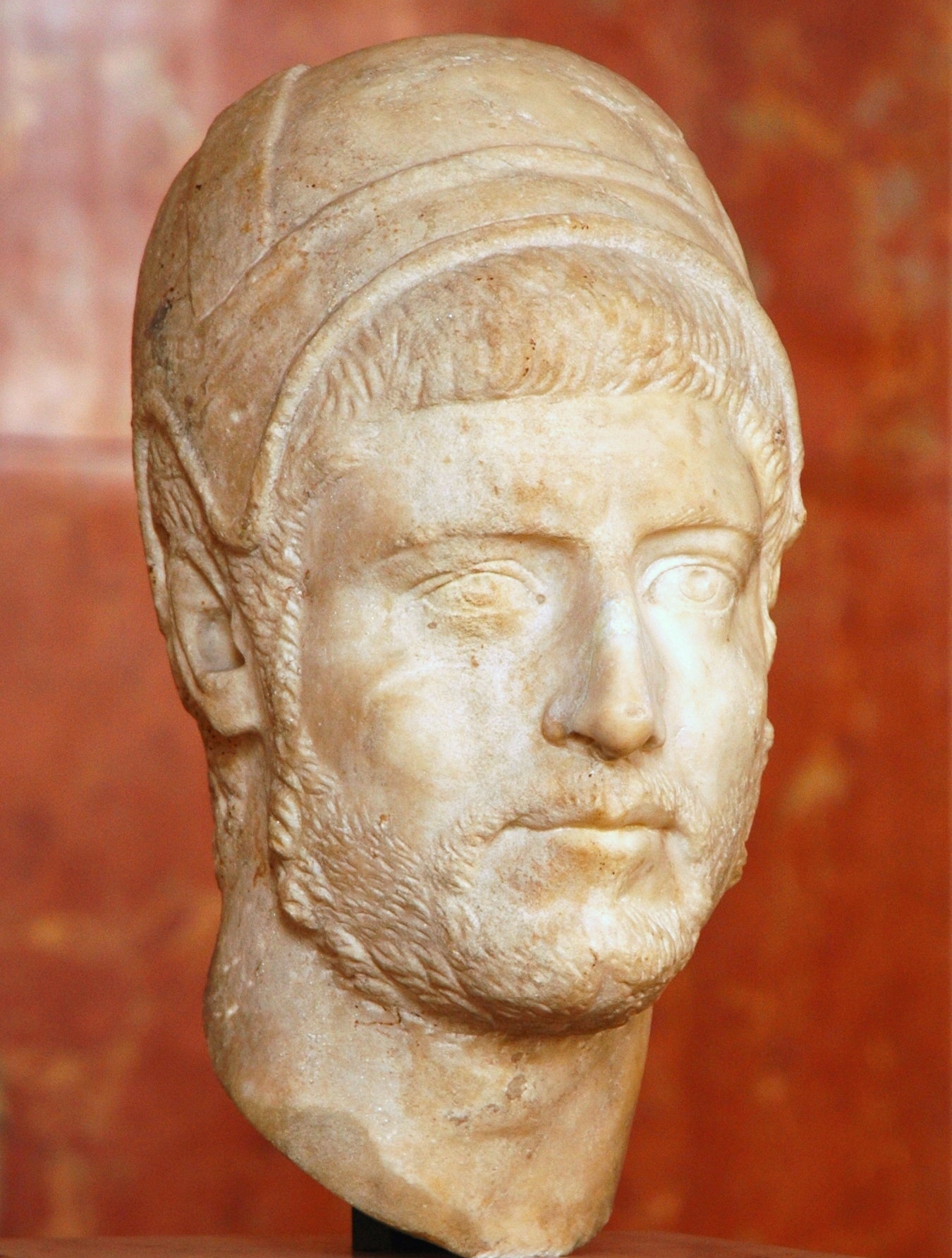
Portrait de flamine, coiffé de l'albogalerus (II), musée du Louvre.

Les flamines (singulier flamen en latin) sont des prêtres romains voués au culte d'un seul dieu. Sous la République, ils sont au nombre de 15 (3 flamines majeurs et 12 flamines mineurs), choisis pour certains par le grand pontife, élus par la plèbe pour d'autres. Ils vouent alors leur vie à un dieu particulier. Ils jouissaient d’un grand prestige, mais étaient l'objet de nombreux interdits.
Le flaminat désigne la dignité de flamine.
Avec l'apparition du culte impérial dans la Rome antique, le nombre de flamines se multiplie à Rome et dans les municipalités de l'Empire. La montée du christianisme ne provoque pas la disparition des flamines, qui subsistent localement même après la chute de l'Empire romain d'Occident.
Les flamines conservaient chez eux la flamme sacrée, symbole de leur fonction.
Les flamines doivent porter l’albogalerus, un bonnet conique en cuir blanc, surmonté de l’apex, dès qu'ils sortent de chez eux. Même s'ils sont nommés à vie, ils peuvent être démis de leur fonction en cas de manquement.

## Origine du nom
Deux étymologies traditionnelles s'affrontaient dans l'Antiquité :
- la première dit que le nom flamine (flamen en latin) vient de filamen en référence au fil de laine qui était sur leur apex[2];
- l'autre dit que le mot vient de flare qui veut dire souffler sur le feu de l'autel, les flamines étant les gardiens du feu sacré.

Georges Dumézil, dans ses ouvrages sur les Indo-Européens, a montré une origine beaucoup plus ancienne que ces étymologies strictement latines. Faisant le rapprochement du mot flamine avec le mot sanscrit brahman désignant un membre de la caste sacerdotale hindoue, il voit dans flamine/brahmane une désignation sacerdotale remontant aux origines de l'idéologie indo-européenne. Néanmoins, il a été prouvé depuis que les deux formes ne se superposent pas : Flāmen- est en fait lié au verbe germanique *blōt-a- « honorer d'un sacrifice, sacrifier à ». Le flamine, au sens premier, est un « sacrificateur ».

## Devenir flamine
Les premiers auraient été créés par Numa Pompilius, roi légendaire, successeur mythique de Romulus. Très vite, c'est le responsable du culte romain, le grand pontife qui eut la charge de désigner parmi les patriciens les trois flamines majores : le * flamen dialis, le flamen martialis et le flamen quirinalis. Les 12 autres étaient issus de la plèbe. Ils avaient la charge de : Carmenta, Cérès, Falacer, Flora, Furina, Palatua, Pomone, Portunus, Volcanus, Volturnus et deux autres divinités non identifiées par les historiens.

## Période républicaine

### Les flamines majeurs

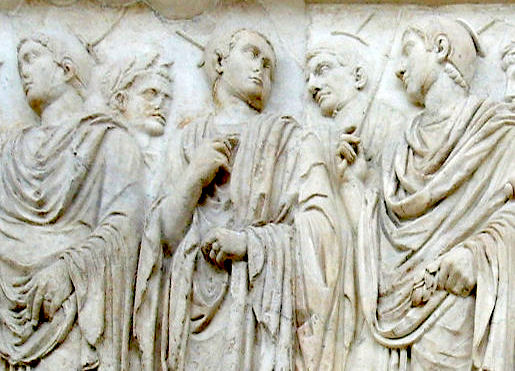
Les flamines majeurs, frise sud de l'autel de la Paix Auguste, à Rome.

Les flamines majeurs (en latin : flamines majores) étaient au nombre de trois :
- le flamen dialis (en français : le flamine de Jupiter ou, parfois, le flamine dial), le flamine qui avait le plus haut rang de la hiérarchie : chargé du culte de Jupiter ;
- le flamen martialis (en français : le flamine de Mars ou, parfois, le flamine martial) : chargé du culte de Mars ;
- le flamen quirinalis (en français : le flamine de Quirinus ou, parfois, le flamine quirinal) : dévoué au culte de Quirinus.

Les trois dieux ainsi honorés constituent ce que l'on a appelé la triade précapitoline.
Plutarque et Denys d'Halicarnasse prétendent que Numa Pompilius ne créa que le troisième, le flamen quirinalis, en l'honneur de Romulus. Mais Tite-Live assure que Romulus n'avait créé que le premier, le flamen dialis, et que Numa Pompilius leur ajouta le flamen martialis et le flamen quirinalis. Varron et Cicéron parlent aussi au pluriel des flamines créés par Numa Pompilius.

### Les flamines mineurs
Les flamines mineurs (en latin : flamines minores) étaient au nombre de douze.

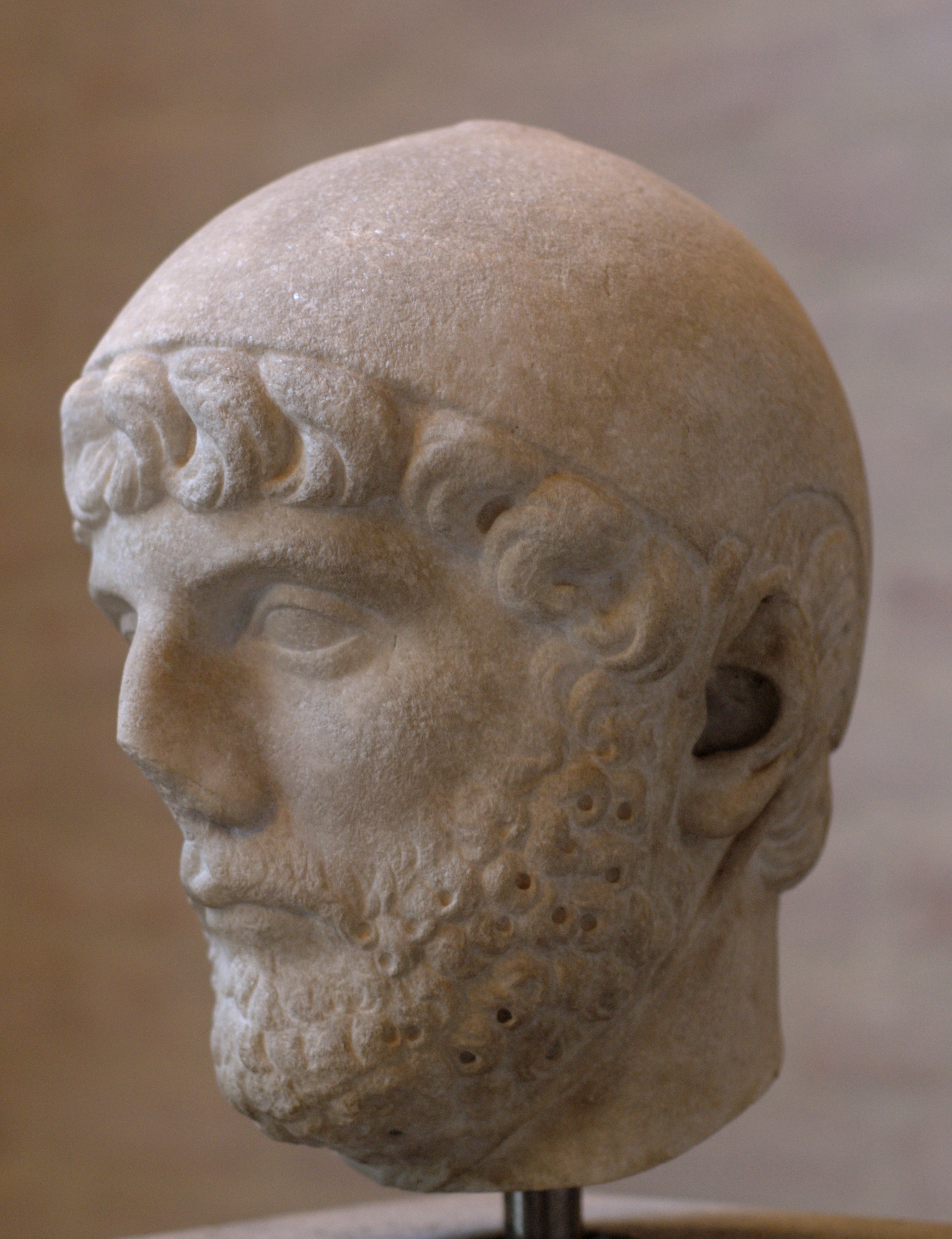
Tête de Romain avec un bonnet de prêtre (galerus), v. 120 ap. J.-C.

Élus par la plèbe, ils étaient chargés du culte de divinités mineures :
- Le flamen carmentalis, chargé du culte de Carmentis
- Le flamen cerialis, chargé du culte de Cérès[6]
- Le flamen falacer, chargé du culte de Falacer
- Le flamen floralis, chargé du culte de Flora
- Le flamen furinalis, chargé du culte de Furina
- Le flamen palatualis, chargé du culte de Palatua
- Le flamen pomonalis, chargé du culte de Pomone
- Le flamen portunalis, chargé du culte de Portunus
- Le flamen volcanalis, chargé du culte de Vulcain
- Le flamen volturnalis, chargé du culte de Volturnus.

### Les interdits duflamen dialis
Chaque flamine doit respecter des interdits alimentaires et de comportements, ceci pour lui éviter toute souillure.
Le flamen dialis est un cas à part. Comme il est au service du plus puissant des dieux il est soumis à un grand nombre d'interdits. Il ne peut s'éloigner de Rome, ni monter à cheval. Il n'a pas le droit de toucher des chiens. Ses cheveux et ses ongles ne sont coupés que par un homme libre, les rognures d'ongle et les cheveux coupés sont enterrés au pied d'un arbre heureux. Pour éviter la souillure de la mort, il ne peut ni toucher un mort ni entrer dans un lieu où l'on incinère les morts. Il ne peut être en contact avec ce qui attache, donc ne doit pas porter de nœud sur lui ou dans ses cheveux. Si un homme lié entre chez lui, il doit être délié, les liens doivent être montés sur le toit par l'impluvium et jetés dans la rue. Toujours pour éviter toute attache, il ne peut toucher des feuilles de lierre, plante qui enlace, ou prononcer de serment, attache symbolique. Il ne peut toucher une chèvre, de la viande crue, des fèves, ni même en prononcer le nom. Même son lit doit obéir à des règles strictes : les pieds du lit doivent être enduits de limon ; le flamine n'a pas le droit de rester plus de trois jours sans y dormir, et doit y coucher seul.
Lors de ses déplacements, il est précédé d'un licteur pour annoncer son passage ; en effet, le flamine ne devait pas voir quelqu'un travailler car tous ses jours étaient considérés comme fériés. Une amende était infligée à ceux qui n'arrêtaient pas leur ouvrage à son passage.
Son épouse, la flaminica, est vêtue de robes aux couleurs vives. Elle doit aussi respecter une longue liste d'interdits : elle ne doit pas dévoiler ses chevilles (donc ne peut pas monter sur une échelle), ni se coiffer avec un peigne en bois ou utiliser des ciseaux de fer, etc.
La participation de son épouse étant indispensable pour certains sacrifices, le flamen dialis devait être marié par confarreatio, ce qui signifie qu'il ne pouvait divorcer. Il ne pouvait pas non plus se remarier s'il devenait veuf. Dans ce dernier cas, il perdait automatiquement sa dignité de flamen.

## Les flamines à la fin de la République
Au fil du temps, le poste de flamine évolue. À partir de 87 av. J.-C., le poste de flamen dialis est vacant : le dernier flamen dialis, Lucius Cornelius Merula s'étant suicidé en maudissant Lucius Cornelius Cinna, personne n'a osé reprendre le poste, soit à cause des contraintes qu'il impose, soit parce qu'il a été souillé par le sang versé. Le jeune Jules César est candidat à ce sacerdoce en 83 av. J.-C., mais sa nomination est annulée par Sylla l’année suivante. La charge reste vacante jusqu’au règne d’Auguste  en 11 av. J.-C. À ce moment, le flamen dialis ne siège plus au Sénat, mais peut exercer une magistrature civile.

## Les flamines sous l'Empire
En 44 av. J.-C., de nouveaux postes de flamines sont créés pour répondre aux besoins induits par la divinisation de César ; ils serviront ensuite pour les futurs empereurs. À Rome, les flamines perpetui se vouent au culte d'un césar, alors que leurs épouses, les flaminicae, sont consacrées à l'impératrice. Dans les provinces, le flamen augustalis est chargé du culte d'Auguste divinisé.
Le flamen municipalis préside les cérémonies d'une ville, qui affirme ainsi son loyalisme à l'égard de Rome et de l'empereur et à la mémoire des empereurs divinisés. Toutes les grandes cités de l'Empire finissent par avoir leur flamine particulier. Ce dernier poste n'est pas un poste à vie, mais un mandat d'un an, accordé par le conseil municipal des décurions. Le titre de flamine pouvait être ensuite conservé à vie. On a ainsi la trace écrite en 363 de 36 flamines perpétuels à Timgad.
Enfin les affaires religieuses des curies sont gérées par les flamines curiales. Et toutes les confréries sacerdotales finiront aussi par avoir leur flamine.

## Survivance durant l'Antiquité tardive
L'imposition du christianisme ne fait pas disparaître le flaminat, qui devient un titre de notabilité dépourvue de fonction sacerdotale. Quoique le flaminat soit un sacerdoce païen, il apparaît que des chrétiens ont été flamines. Les canons du concile d'Elvire en Espagne qui datent de la première décennie du IVe siècle édictent pour ce cas des règles précises : le flamine chrétien ne doit pas se souiller par un sacrifice ni en assumer les frais, bannir l'homicide et l'impudicité dans les jeux qu'il offre, ce qui exclut combat de gladiateurs ou spectacle de danse et de théâtre. Enfin, il doit faire pénitence s'il a commis un manquement à ces règles. Cette persistance montre que le flaminat demeure une étape recherchée dans les carrières municipales, même s'il tend à perdre son caractère religieux, tandis qu'il reste une manifestation de loyauté envers l'empereur, même lorsqu'il est chrétien.
Ultérieurement, la disparition de l'Empire romain d'Occident ne fait pas disparaître le titre de flamine. En témoignent les tablettes Albertini, actes notariés datant du royaume vandale en Afrique, où figure un certain Flavius Geminius Catullinus, qui affiche le titre de flamine perpétuel.